# Udea livida
Udea livida là một loài bướm đêm trong họ Crambidae.